# Isomorfismo musicale
L'isomorfismo musicale è un isomorfismo tra uno spazio vettoriale reale {\displaystyle V} e il suo spazio duale {\displaystyle V^{*},} che è indotto da una forma bilineare simmetrica non degenere. Nell'ambito della geometria riemanniana, si tratta di un isomorfismo tra il fibrato tangente {\displaystyle T(M)} di una varietà riemanniana {\displaystyle (M,g)} e il suo fibrato cotangente {\displaystyle T^{*}(M),} che è indotto dalla metrica {\displaystyle g.}

## Definizione
Sia {\displaystyle V} uno spazio vettoriale reale di dimensione finita. È noto che {\displaystyle V} e il suo duale {\displaystyle V^{*}} sebbene abbiano la stessa dimensione non sono canonicamente isomorfi. Tuttavia fissata una forma bilineare simmetrica non degenere {\displaystyle g(\cdot ,\cdot )} su {\displaystyle V,} si verifica che la  mappa
{\displaystyle V\to V^{*}:{\mathbf {v} }\mapsto g({\mathbf {v} },\cdot )}
è un isomorfismo di spazio vettoriali, che è detto isomorfismo musicale ed è indicato con il simbolo di bemolle {\displaystyle \flat .} Il suo inverso, che è un isomorfismo {\displaystyle V^{*}\to V,} è invece denotato con il simbolo di diesis {\displaystyle \#.} Nel caso di una varietà riemanniana {\displaystyle (M,g)} la metrica {\displaystyle g} definisce in ogni punto {\displaystyle p\in M} una forma bilineare simmetrica non degenere {\displaystyle g_{p}(\cdot ,\cdot )} e quindi degli isomorfismi
{\displaystyle \flat \colon T_{p}(M)\to T_{p}^{*}(M)}
e
{\displaystyle \#\colon T_{p}^{*}(M)\to T_{p}(M)}
tra lo spazio tangente {\displaystyle T_{p}(M)} e lo spazio cotangente {\displaystyle T_{p}^{*}(M),} questi si estendono a isomorfismi tra il fibrato tangente e il fibrato cotangente di {\displaystyle M}.

## Origine del nome
L'origine del nome isomorfismo "musicale" si comprende scrivendo i vettori in componenti. Sia {\displaystyle \{{\mathbf {e} }_{1},\ldots ,{\mathbf {e} }_{n}\}} una base di {\displaystyle V} e sia {\displaystyle \{{\mathbf {e} }^{1},\ldots ,{\mathbf {e} }^{n}\}} la corrispondente base duale di {\displaystyle V^{*},} cioè vale {\displaystyle {\mathbf {e} }^{i}({\mathbf {e} }_{j})=\delta _{j}^{i},} dove {\displaystyle \delta _{j}^{i}} è la delta di Kronecker. Siano poi {\displaystyle g_{ij}} le componenti della forma bilineare {\displaystyle g(\cdot ,\cdot )} rispetto alla base {\displaystyle {\mathbf {e} }^{i}\otimes {\mathbf {e} }^{j}}, ossia {\displaystyle g=g_{ij}{\mathbf {e} }^{i}\otimes {\mathbf {e} }^{j},} dove si è usata la convenzione di Einstein per le somme su indici ripetuti. Allora per un generico vettore {\displaystyle {\mathbf {v} }=v^{i}{\mathbf {e} }_{i}\in V} le componenti {\displaystyle v_{i}} di {\displaystyle {\mathbf {v} }^{\flat },} cioè gli scalari che soddisfano {\displaystyle {\mathbf {v} }^{\flat }=v_{i}{\mathbf {e} }^{i},} sono date da {\displaystyle v_{i}=v^{j}g_{ij}.} Quest'ultima operazione "abbassa gli indici" analogamente a come il bemolle abbassa il tono delle note musicali. Similmente la relazione {\displaystyle v^{i}=v_{j}g^{ij},} dove {\displaystyle g^{ij}} sono le componenti della matrice inversa della matrice di componenti {\displaystyle g_{ij},} permette di "alzare gli indici", come il {\displaystyle \#} alza il tono delle note musicali.